# Seznam zápasů bolivijské fotbalové reprezentace na MS
Bolivijská fotbalová reprezentace byla celkem 3x na mistrovstvích světa ve fotbale a to v roce 1930, 1950, 1994.
- Aktualizace po MS 1994 – Počet utkání – 6 – Vítězství – 0x – Remízy – 1x – Prohry – 5x

| Číslo | Soupeř      | Výsledek | MS      | Fáze turnaje       | Góly Bolívie  |
| ----- | ----------- | -------- | ------- | ------------------ | ------------- |
| 1.    | Jugoslávie  | 0 – 4    | MS 1930 | základní skupina 2 |               |
| 2.    | Brazílie    | 0 – 4    | MS 1930 | základní skupina 2 |               |
| 3.    | Uruguay     | 0 – 8    | MS 1950 | základní skupina 4 |               |
| 4.    | Německo     | 0 – 1    | MS 1994 | základní skupina C |               |
| 5.    | Jižní Korea | 0 – 0    | MS 1994 | základní skupina C |               |
| 6.    | Španělsko   | 1 – 3    | MS 1994 | základní skupina C | Erwin Sánchez |